# 索莱达迪-迪米纳斯
索莱达迪-迪米纳斯是巴西米纳斯吉拉斯州的一个市镇。总面积196.859平方公里，总人口5518人，人口密度28人/平方公里。